# Seznam německých názvů údolí v Krkonoších
Seznam německých názvů údolí v Krkonoších shrnuje abecedně české názvy údolí s jejich německým ekvivalentem.
| Český název                   | Německý název    | Poznámka         |
| ----------------------------- | ---------------- | ---------------- |
| Anenské Údolí                 | Annatal          |                  |
| Bílého Labe                   | Weiswasser Grund |                  |
| Čisté pod Hrnčířskými Boudami | Rote Hübel Grund |                  |
| Čertův důl                    | Teufelsgrund     |                  |
| Červeného potoka              | Mädel Grund      |                  |
| Dlouhý důl                    | Langer Grund     | též Peters Grund |
| Hrazený důl                   | Klausengrund     |                  |
| Janský důl                    | Rudolfs Tal      |                  |
| Javoří důl                    | Urlasgrund       |                  |
| Labský důl                    | Elbgrund         |                  |
| Lví důl                       | Löwengrund       |                  |
| Martinův důl                  | Martins Grund    |                  |
| Medvědí důl                   | Bärens Grund     |                  |
| Modrý důl                     | Blaugrund        |                  |
| Mumlavský důl                 | Mummeltal        |                  |
| Obří důl                      | Riesengrund      |                  |
| Pudlavský důl                 | Puddelgrund      |                  |
| Sedmidolí                     | Sieben Grunde    |                  |
| Temný Důl                     | Dunkeltal        |                  |
| Vavřincův důl                 | Lorenz Grund     |                  |
| Zelený důl                    | Zehgrund         |                  |